# Pseudoyelicones rojasi
Pseudoyelicones rojasi är en stekelart som beskrevs av Areekul och Donald L.J. Quicke 2004. Pseudoyelicones rojasi ingår i släktet Pseudoyelicones och familjen bracksteklar. Inga underarter finns listade i Catalogue of Life.